# Anișoara Cojocaru
Anișoara Cojocaru (n. 16 iulie 1933 în Comuna Jiana, Mehedinți) este un fost deputat român în legislatura 1992-1996, ales în județul Olt pe listele partidului PDSR. Anișoara Cojocaru a absolvit Facultatea de Medicină Generală.  